# César Gerónimo
César Francisco Gerónimo Zorrilla (El Seibo, 11 de marzo de 1948) es un ex jardinero central dominicano que jugó en las Grandes Ligas de Béisbol. Gerónimo fue miembro de la famosa Gran Maquinaria Roja de los Rojos de Cincinnati en la década de 1970. 
En 1967, Gerónimo fue firmado por los Yankees de Nueva York, quienes intentaron sin éxito hacer de él un lanzador. Dos años más tarde hizo su debut en Grandes Ligas con los Astros de Houston. Después de la temporada de 1971, se fue a los Rojos de Cincinnati en un éxito de taquilla, junto a ocho jugadores más, entre los que estaba Joe Morgan. Ganador de cuatro Guantes de Oro consecutivos 1974-77, Gerónimo fue el jardinero central en cinco series divisionales y en las Series Mundiales de 1975 y 1976 con el equipo de Cincinnati, en la serie anterior, atrapó la bola de Carl Yastrzemski para hacer el out final. Jugó las últimas tres temporadas de su carrera (1981-83) con los Reales de Kansas City.
En sus quince temporadas, bateó para .258, con 51 jonrones y 392 carreras impulsadas, 460 carreras anotadas, 977 hits, 161 dobles, 50 triples, y 82 bases robadas. También ocupó tuvo el "honor" de ser la víctima del ponche número 3000 de Bob Gibson y Nolan Ryan, respectivamente. "Estuve en el lugar correcto en el momento adecuado", bromeó Gerónimo al respecto.
Su apodo era "El Jefe", en referencia a su apellido. Gerónimo tuvo uno de los mejores brazos en las mayores. Una vez después de coger un fly a la pared del center field, lanzó la pelota para mantener a un corredor en tercera base, la pelota llegó de fly sobre la cabeza del receptor Johnny Bench.
Después de retirarse, trabajó para el equipo japonés Hiroshima Carp, como entrenador en su academia de béisbol dominicano. 
En julio de 2008 fue exaltado al Salón de la Fama de los Rojos de Cincinnati.

## Liga Dominicana
Gerónimo debutó en la Liga Dominicana en la temporada 1967-68 para los Tigres del Licey donde permaneció dieciocho temporadas y terminando con un promedio de .282. Se encuentra entre los 10 mejores jonroneros del equipo con 17, además es segundo en juegos jugados con 681, segundo en veces al bate con 2,225, segundo en anotadas con 316, líder de dobles con 97, tercero en triples con 24, líder en remolcadas con 254.

### Estadísticas de bateo
| Año   | Equipo | Juegos | VB   | C   | H   | HR | CE  | P     |
| 1969  | HOU    | 28     | 8    | 8   | 2   | 0  | 0   | 0,250 |
| 1970  | HOU    | 47     | 37   | 5   | 9   | 0  | 2   | 0,243 |
| 1971  | HOU    | 94     | 82   | 13  | 18  | 1  | 6   | 0,220 |
| 1972  | CIN    | 120    | 255  | 32  | 70  | 4  | 29  | 0,275 |
| 1973  | CIN    | 139    | 324  | 35  | 68  | 4  | 33  | 0,210 |
| 1974  | CIN    | 150    | 474  | 73  | 133 | 7  | 54  | 0,281 |
| 1975  | CIN    | 148    | 501  | 69  | 129 | 6  | 53  | 0,257 |
| 1976  | CIN    | 149    | 486  | 59  | 149 | 2  | 49  | 0,307 |
| 1977  | CIN    | 149    | 492  | 54  | 131 | 10 | 52  | 0,266 |
| 1978  | CIN    | 122    | 296  | 28  | 67  | 5  | 27  | 0,226 |
| 1979  | CIN    | 123    | 356  | 38  | 85  | 4  | 38  | 0,239 |
| 1980  | CIN    | 103    | 145  | 16  | 37  | 2  | 9   | 0,255 |
| 1981  | KC     | 59     | 118  | 14  | 29  | 2  | 13  | 0,246 |
| 1982  | KC     | 53     | 119  | 14  | 32  | 4  | 23  | 0,269 |
| 1983  | KC     | 38     | 87   | 2   | 18  | 0  | 4   | 0,207 |
| Total |        | 1522   | 3780 | 460 | 977 | 51 | 392 | 0,258 |

| VB | Veces al bate      | C  | Carreras          |
| H  | Hits               | HR | Home Runs         |
| CE | Carreras empujadas | P  | Promedio de bateo |